# Podmiot polityki
Podmiot polityki (aktor polityczny) – zbiorowy lub indywidualny uczestnik życia politycznego podejmujący w sposób względnie trwały świadome, suwerenne i zaplanowane działania. Jego celem jest realizacja, poprzez bezpośrednie sprawowanie lub współuczestnictwo we władzy politycznej, określonych potrzeb, interesów, wartości i idei. Podmiot polityki może także wpływać na proces podejmowania decyzji politycznych w sposób formalny (zgodny z normami obowiązującymi w systemie politycznym lun nieformalny (niezgodny z tymi normami). Podstawowym celem podmiotu polityki jest utrwalenie lub zmiana istniejących stosunków politycznych. Z formalnego punktu widzenia podmiotem polityki jest każdy pełnoletni obywatel, o czym świadczy czynne i bierne prawo wyborcze. Podejście realistyczne wskazuje na posiadanie podmiotowości politycznej jedynie przez te jednostki, które w sposób stały i aktywny podejmują działalność polityczną na przykład zawodowi politycy, partie polityczne, funkcjonariusze administracji państwowej. 
Podstawowy podział podmiotów to rozróżnienie na podmioty pierwotne i wtórne:
- pierwotne – wielkie grupy społeczne, narodowe, etniczne, grupy dążące do wspólnych celów;
- wtórne – wszelkie siły polityczne, instytucje, organizacje zawodowe itd., które prezentują stosunek wszelkich grup społecznych.

Podmioty polityki pierwotne to duże grupy społeczne, wspólnoty narodowe lub etniczne, które są zorganizowane w całość i posiadają wspólne interesy. 
Podmioty polityki wtórne to różnego rodzaju siły polityczne, organizacje zawodowe wytwórców i pracodawców, instytucje polityczne, organizacje pozarządowe, związki wyznaniowe, a także grupy lub zespołu reprezentujące interesy i wolę wielkich grup społecznych.

## Trzy podstawowe kryteria podziału podmiotów
Istnieją trzy podstawowe kryteria podziału podmiotów:
1. kryterium liczebności
2. kryterium miejsca w strukturze politycznej społeczeństwa
3. kryterium funkcji.

### Kryterium liczebności
W tym kryterium możemy wyróżnić podmioty zbiorowe i podmioty indywidualne. 
Podmioty zbiorowe to potężna siła sprawcza w działaniach politycznych. Odgrywają dużą rolę w życiu politycznym, gdyż mogą masowo oddziaływać na procesy społeczne. Są to grupy osób, wyłaniających się ze społeczności i charakteryzujących się stosownymi cechami organizacyjnymi oraz materialnymi umożliwiającymi uczestnictwo w życiu politycznym, która wpływa na zjawiska i procesy polityczne związane ze zdobywaniem, sprawowaniem i utrzymaniem władzy, w formie zespołów osób biorących udział w życiu politycznym (w tym rozumieniu – organizacja państwowa, parlament, rząd, ministerstwo, sąd, partia polityczna).
Podmioty indywidualne liczą się jako uczestnicy życia zbiorowego, którzy oddziałują na procesy polityczne. Pojawiają się najczęściej na pograniczu epok i mają znaczenie dziejowe dla wspólnot ludzkich. 

### Kryterium miejsca w strukturze politycznej społeczeństwa
Cechą charakterystyczną tych podmiotów jest duża aktywność, która wpływa na procesy decyzyjne. Podmioty te w okresach przełomowych odgrywają znaczącą rolę, ponieważ niekiedy mogą przesądzić o biegu wydarzeń lub procesach społecznych. Do tego rodzaju podmiotów możemy zaliczyć przede wszystkim duże grupy społeczne, związki wyznaniowe, a także elity polityczne.

### Kryterium funkcji
Możemy wyróżnić następujące podmioty: decyzji i wpływu.
Podmioty decyzji to takie, które w bezpośredni sposób uczestniczą w procesie decyzyjnym i rozwiązują problemy życia politycznego społeczeństwa. Przykładem takiego podmiotu mogą być wyborcy, którzy w bezpośredni sposób uczestniczą w procesie decyzyjnym – rozstrzygają o wyborze składu osobowego parlamentu i rządzących sił politycznych. 
Podmioty wpływu zaś, oddziałują pośrednio lub bezpośrednio na podejmowanie decyzji, na przykład związki zawodowe, pracodawców.